# Flavien Dassonville
Flavien Dassonville (Montdidier, 16 de febrero de 1991) es un ciclista francés que fue profesional desde 2011 hasta 2017. 

## Palmarés

### Ruta
2013
- París-Tours sub-23

2017
- La Roue Tourangelle
- Tour de Bretaña, más 1 etapa
- Ronde de l'Oise, más 1 etapa

### Pista
2016
- 3.º en el Campeonato de Francia Persecución por Equipos

## Equipos
- Auber93 (2011-2017)
  - BigMat-Auber 93 (2011-2014)
  - Auber 93 (2015)
  - HP BTP-Auber93 (2016-2017)